# Babes (película)
Babes es una película de comedia estadounidense de 2024 dirigida por Pamela Adlon, escrita por Ilana Glazer y Josh Rabinowitz, y protagonizada por Glazer. Es el debut como directora de Adlon.
La película se estrenó en Estados Unidos el 17 de mayo de 2024.

## Sinopsis
Cuando Eden, una mujer agresivamente soltera, queda embarazada tras una aventura de una noche, recurre a su mejor amiga Dawn, una casada y madre de dos hijos, en busca de ayuda.

## Reparto
- Ilana Glazer como Eden[3]
- Michelle Buteau como Dawn[3]
- John Carroll Lynch como Dr. Morris[4]
- Hasan Minhaj como Marty[4]
- Stephan James como Claude[4]
- Oliver Platt como Bernie[4]
- Kenny Lucas como Benny[4]
- Keith Lucas como Bobby[4]
- Sandra Bernardo como Dra. Shirley[4]

## Producción
En junio de 2022, se anunció que Adlon haría su debut como directora con una película de comedia aún sin título escrita por Glazer y Rabinowitz, y que Glazer y Buteau protagonizarían. El mes siguiente, se anunció que Lynch, Minhaj, James, Platt, los hermanos Lucas y Bernhard fueron elegidos para la película, que entonces estaba en producción en la ciudad de Nueva York.

## Estreno
En octubre de 2023, se anunció que Neon adquirió los derechos de distribución en Estados Unidos de la película, que se había titulado oficialmente Babes. Tuvo su estreno mundial en South by Southwest el 9 de marzo de 2024.
La película se estrenó en Estados Unidos el 17 de mayo de 2024.